# Astracantha barba-jovis
Astracantha barba-jovis là một loài thực vật có hoa trong họ Đậu. Loài này được (DC.) Podl. miêu tả khoa học đầu tiên năm 1983.